# Hessisch Lichtenau
Hessisch Lichtenau är en stad i Werra-Meißner-Kreis i det tyska förbundslandet Hessen. Hessisch Lichtenau, som för första gången nämns i ett dokument från den 25 mars 1289, har cirka 13 000 invånare.

## Administrativ indelning
Hessisch Lichtenau består av 13 Stadtteile.
| - Friedrichsbrück - Fürstenhagen - Hausen - Hirschhagen - Hollstein - Hopfelde - Küchen | - Quentel - Reichenbach - Retterode - Velmeden - Walburg - Wickersrode |

Alla utom Hirschhagen var tidigare kommuner som uppgick i Hessisch Lichtenau mellan 1971 och 1972. Kommunen Großalmerode uppgick 1 januari 1974 men är inte en Stadtteil.